# Pryzmat

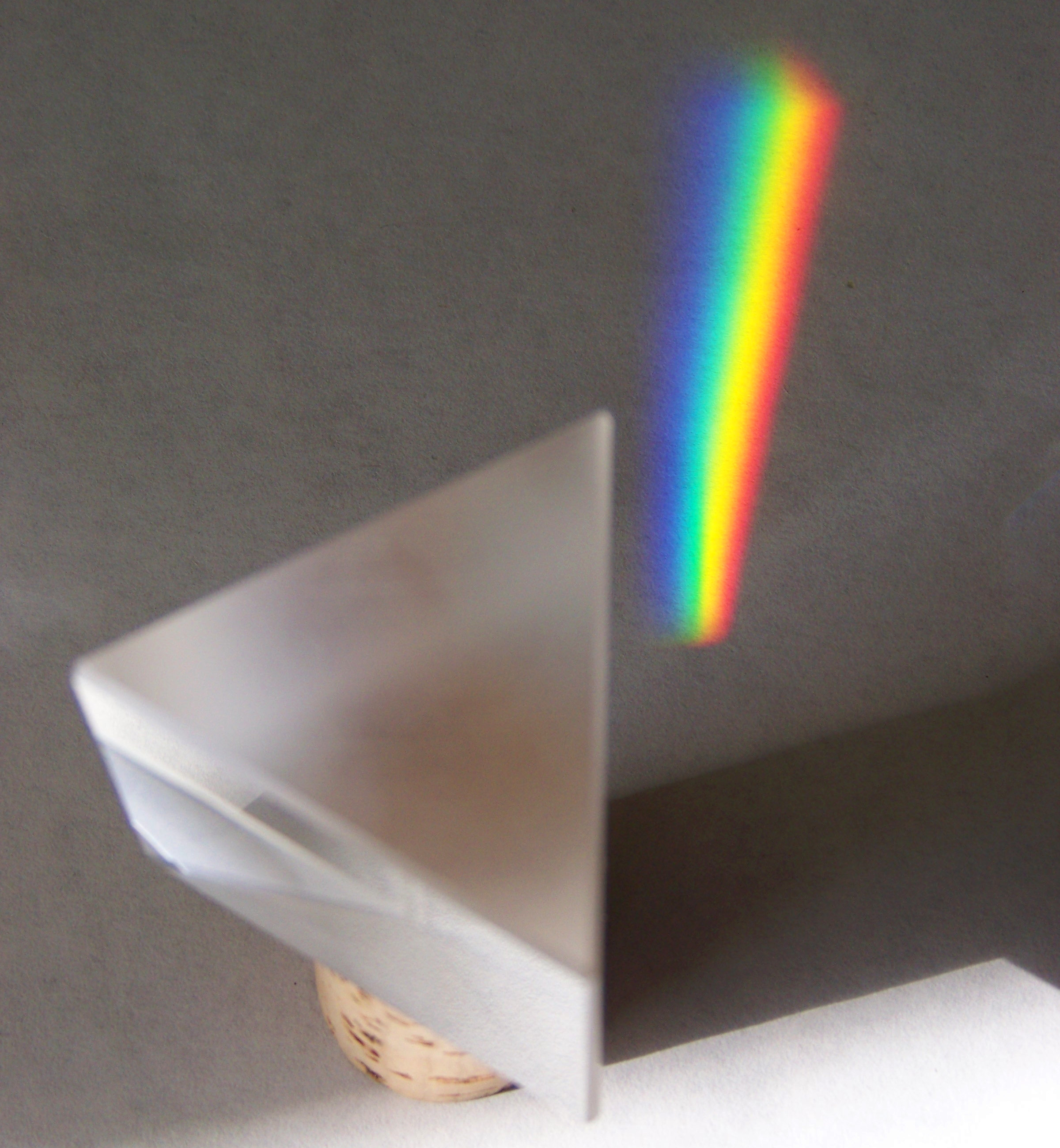
Widmo światła białego (dziennego), uzyskane za pomocą pryzmatu szklanego równobocznego

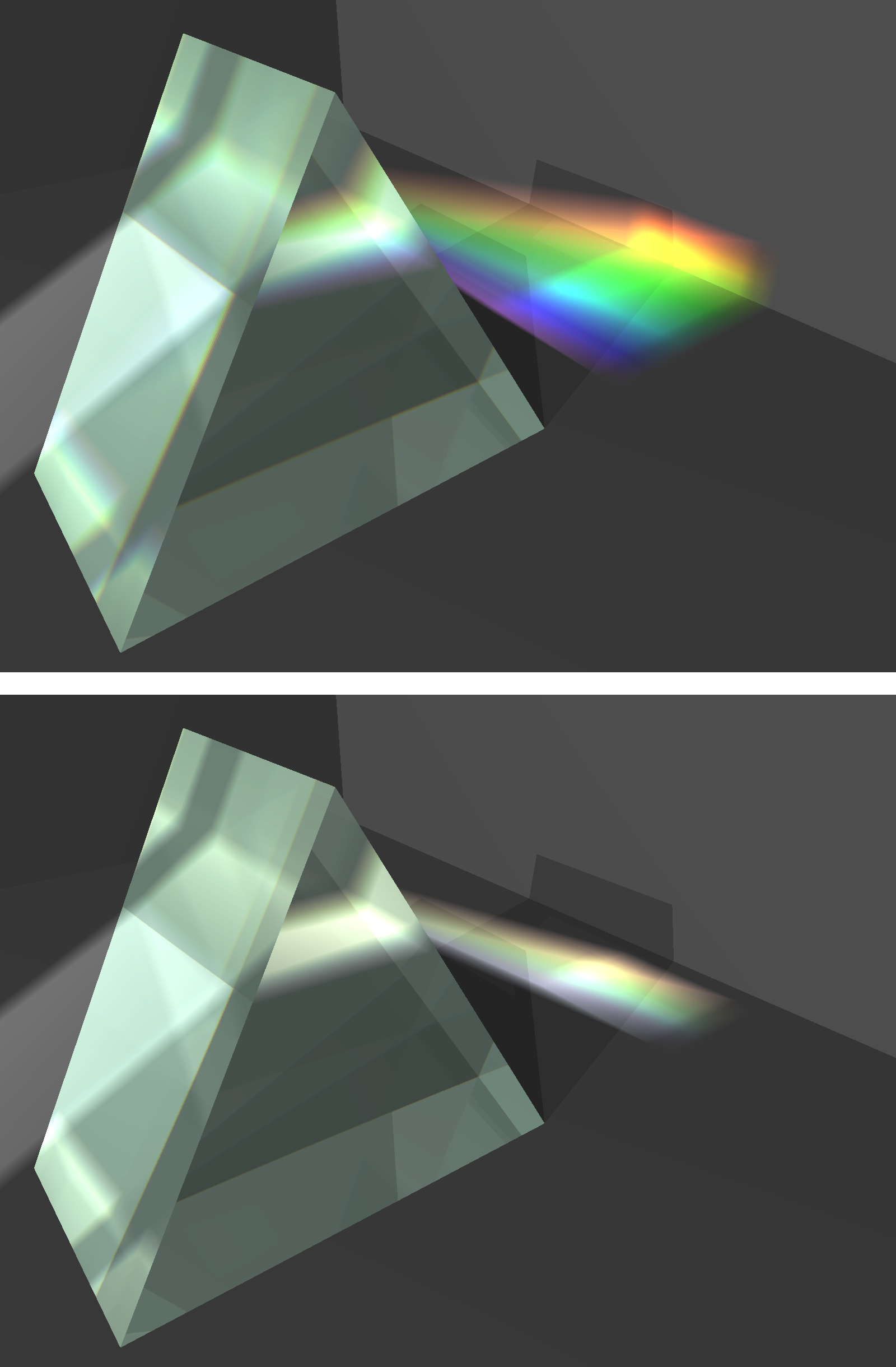
Rozszczepienie światła białego w pryzmacie o dużej i małej dyspersji

Pryzmat rozszczepiający światło

Pryzmat – bryła z materiału przezroczystego o co najmniej dwóch ścianach płaskich nachylonych do siebie pod kątem {\displaystyle \omega } (tzw. kątem łamiącym pryzmatu).
Używany w optyce do zmiany kierunku biegu fal świetlnych, a poprzez to, że zmiana kierunku zależy od długości fali, jest używany do analizy widmowej światła. Zjawisko całkowitego wewnętrznego odbicia pozwala użyć pryzmatu jako elementu odbijającego światło.
Pryzmaty wykorzystywane są w produkcji wielu urządzeń optycznych, np.: lornetek, peryskopów.
Dający najszerszą tęczę pryzmat wykonany ze szkła kwarcowego ma kąt {\displaystyle \omega } między ścianami wynoszący 62°, ze szkła crown ZN – 78°, a ze szkła flint – ok. 82°–86°.
Szczególne rodzaje pryzmatów:
- pryzmat pentagonalny
- pryzmat Nicola
- pryzmat Wollastona

## Kąt załamania w pryzmacie

Bieg promienia świetlnego przez pryzmat.

Kąt odchylenia promienia i dyspersji przez pryzmat można określić za pomocą prawa Snelliusa na powierzchniach pryzmatu.
{\displaystyle {\begin{aligned}\beta _{1}&=\arcsin \left({\frac {n_{0}}{n_{1}}}\,\sin \alpha _{1}\right)\\\beta _{2}&=\omega -\beta _{1}\\\alpha _{2}&=\arcsin \left({\frac {n_{1}}{n_{2}}}\,\sin \beta _{2}\right)\end{aligned}}}
Dla pryzmatu, którego obie powierzchnie stykają się z tą samą substancją oba współczynniki załamania są takie same, wprowadza się wówczas względny współczynnik załamania ośrodków n, kąt załamania promienia {\displaystyle \delta } jest określony przez:
{\displaystyle {\begin{aligned}\delta \,&{=\alpha _{1}+\alpha _{2}-\omega }\\&=\alpha _{1}+\arcsin \left(n\,\sin \left[\omega -\arcsin \left({\frac {1}{n}}\,\sin \alpha _{1}\right)\right]\right)-\omega .\end{aligned}}}
Jeśli kąt padania promienia na pryzmat {\displaystyle \alpha _{1}} i kąt wyjścia promienia z pryzmatu {\displaystyle \alpha _{2}} są niewielkie, to powyższy wzór można przybliżyć wzorem:
{\displaystyle \delta \approx \alpha _{1}-\omega +n\,\left[\left(\omega -{\frac {1}{n}}\,\alpha _{1}\right)\right]=(n-1)\omega ,}
gdzie:
{\displaystyle \alpha _{1}} – kąt padania promienia padającego na pryzmat,
{\displaystyle \beta _{2}} – kąt padania promienia wychodzącego z pryzmatu,
{\displaystyle \beta _{1}} – kąt załamania promienia padającego na pryzmat,
{\displaystyle \alpha _{2}} – kąt załamania promienia wychodzącego z pryzmatu,
{\displaystyle n_{0},} {\displaystyle n_{1},} {\displaystyle n_{2}} – współczynnik załamania kolejnych ośrodków przez które biegnie promień.

### Minimalny kąt załamania pryzmatu
Promień, przechodząc przez pryzmat, ulega najmniejszemu odchyleniu, gdy kąt padania promienia na pryzmat jest równy kątowi wyjścia promienia z pryzmatu. Wówczas:
{\displaystyle n\sin {\frac {\omega }{2}}=\sin {\frac {\omega +\delta }{2}},}
{\displaystyle \delta =2\arcsin \left(n\sin {\frac {\omega }{2}}\right)-\omega .}
Zjawisko to ma wpływ na zjawiska optyczne w atmosferze takie jak halo i tęcza. Gdy promień świetlny, przechodząc przez kryształu lodu, przechodzi przez ścianki nachylone do siebie pod kątem 60°, to minimalne odchylenie promienia jest równe 22° i odpowiada za tworzenie się halo 22°. Gdy promień przechodzi przez ścianki prostopadłe do siebie, to minimalny kąt odchylenia jest równy 46° i odpowiada za tworzenie się halo 46°.

### Kąt graniczny całkowitego wewnętrznego odbicia

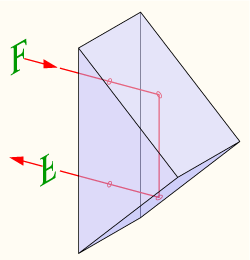
Całkowite wewnętrzne odbicie w pryzmacie

Jeżeli kąt padania promienia świetlnego wychodzącego z pryzmatu na płaszczyznę jest większy od kąta granicznego, to promień nie wychodzi z pryzmatu a ulega całkowitemu wewnętrznemu odbiciu. Sytuacja ta zachodzi gdy:
{\displaystyle \sin \alpha _{gr}=n\sin \left(\omega -\arcsin {\frac {1}{n}}\right)}
lub
{\displaystyle \alpha _{gr}=\arcsin \left(n\sin \left(\omega -\arcsin {\frac {1}{n}}\right)\right).}
Jeżeli dany pryzmat ma być użyty jako równoramienny pryzmat odbiciowy, w którym światło pada prostopadle na podstawę, by zaszło w nim całkowite wewnętrzne odbicie, to kąt przy podstawie tego pryzmatu musi spełniać warunek:
{\displaystyle \sin \omega >{\frac {1}{n}}.}